# Irurtzun
Irurtzun är en kommun i Spanien.   Den ligger i provinsen Provincia de Navarra och regionen Navarra, i den nordöstra delen av landet, 300 km nordost om huvudstaden Madrid. Antalet invånare är 2 302. Arean är 3,5 kvadratkilometer.
Terrängen i Irurtzun är huvudsakligen kuperad, men åt sydväst är den platt.